# Paku Alam III
Paku Alam III (Yogyakarta, 20 dicembre 1827 – Yogyakarta, 17 ottobre 1864) è stato un sovrano indonesiano. Fu il terzo principe di Pakualaman.

## Biografia
Figlio quartogenito di Paku Alam II, la sua posizione di figlio ultrogenito sembrò escluderlo dalla successione al trono paterno. Dopo la morte di due fratelli maggiori e la dichiarazione di insanità di mente del terzo, nel 1857 suo padre decise di affiancarlo a sé nel governo della nazione, nominandolo ufficialmente principe ereditario.
Dopo la morte del padre il 23 luglio 1859, venne incoronato principe di Pakualaman il 19 dicembre di quello stesso anno. Come il padre si interessò largamente di cultura e fu egli stesso autore di alcuni saggi.
Paku Ala ebbe in tutto dieci figli.
Morì il 17 ottobre 1864 e venne sepolto a Yogyakarta.